# SHV Holdings
SHV Holdings is een groot Nederlands concern en het grootste familiebedrijf van Nederland. Het is een gediversifieerd bedrijf, met activiteiten op het gebied van energie, groothandels, diervoeding, beleggen en zwaar transport. SHV telt ruim 50.000 werknemers wereldwijd en is actief in ruim 50 landen.

## Activiteiten

### Steenkool
De Steenkolen Handels Vereeniging is op 1 april 1896 ontstaan door de fusie van een aantal groothandels in steenkool. Het was het verkoopkantoor in Nederland van het Rheinisch-Westfälische Kohle-Syndikat. In 1907 werd een aantal overslaginstallaties voor steenkool gebouwd en speelde SHV een belangrijke rol in de ontwikkeling van de Rotterdamse haven. In 1908 werd van de SHV uit de Nederlandsche Benzol Maatschappij opgericht. Benzol was een destillatieproduct van steenkoolteer. In 1916 werd de Nederlandsche Maatschappij tot Ontginning van de Steenkolenvelden (NEMOS) opgericht waarin de aandelen van de Duitse steenkoolmijn Sophia-Jacoba werden ondergebracht. In 1918 werd een investeringsmaatschappij opgezet, Unitas genaamd, die een rol heeft gespeeld bij de oprichting van KLM, Koninklijke Hoogovens en de Algemene Kunstzijde Unie. Nadat de Nederlandse steenkoolmijnen waren geopend vanaf 1907, ging SHV vanaf 1924 ook steenkool exporteren.

### Aardolie
Gedurende de jaren 30 van de 20e eeuw werd de aardolie steeds belangrijker. In 1939 installeerde SHV een stookoliebunkerstation voor de scheepvaart. SHV nam deel in de rederij VEM, die de eerste grootafnemer van de olie van SHV was. De SHV-activiteiten die betrekking hadden op het steenkoolvervoer over de Rijn, werden na 1945 ondergebracht in de Nederlandse Rijnvaart Vereeniging (NRV). Voorts werd SHV de eigenaar van een keten van benzinestations.
Dyas investeert actief via joint ventures in de exploratie, ontwikkeling en productie van olie en gas, op land en offshore, vrijwel uitsluitend op Nederlands of Brits grondgebied. Dyas was sinds haar oprichting in 1964 een 100% dochteronderneming van SHV. In april 2019 fuseerde Dyas met Oranje-Nassau Energie (ONE) en gaan verder als ONE-Dyas. Na de fusie houdt SHV een aandelenbelang van 49% in ONE-Dyas. ONE-Dyas heeft een totale gas- en olieproductie van zo'n 35.000 vaten per dag en is vooral actief in de Noordzee.
De merknaam PAM werd ingevoerd voor de handelsorganisatie die olie en smeerolie leverde. Deze activiteit werd in 1970, samen met Chevron, voortgezet onder de naam Calpam.

### Gas
Onder merknamen als Calpam Gas en Primagaz werd ook propaan geleverd. SHV was betrokken bij de exploratie van de Nederlandse aardgasvoorkomens. Tegenwoordig is de in Hoofddorp gevestigde divisie SHV Energy de grootste leverancier van lpg ter wereld. Propaan komt vrij bij de winning van aardgas en bij de raffinage van aardolie. Er wordt geleverd in 21 Europese en zes landen in Zuid-Amerika en Azië. Merknamen zijn: Primagaz, Benegas, Calor Gas, Liquigas, Super Gas, Ipragaz en Minasgá.

### Overige activiteiten
- In 1968 begon SHV met de zelfbedieningsgroothandelformule Makro. Per 1 januari 1998 werden de Europese Makro-filialen verkocht aan het Duitse concern METRO Group. In 2008 werden de activiteiten van de Makro in veel landen van Zuidoost-Azië ook afgestoten. In 2013 volgde de verkoop van de laatste Aziatische Makro vestigingen in Thailand aan de Charoen Pokhand Group.[2] SHV heeft nu alleen nog in Zuid-Amerika vestigingen, in 2017 waren dit er 165. Ook in ketens als Otto Reichelt, Xenos en Kijkshop werd een belang genomen.
- In 1968 werd Van Nievelt, Goudriaan & Co's Stoomvaart Maatschappij (Negoco) overgenomen. Daarin zat o.a. ook de installateur A. de Hoop (1892). In 1984 werd Negoco weer teruggekocht door Jan Goudriaan.
- Van 1970 tot 1983 was SHV volledig eigenaar van Geveke Electronics.
- In 1973 nam Robeco de aandelen van de Duitse steenkoolmijn Sophia-Jacoba over.
- Per 1 januari 1984 is de tak Groep Technische Installaties (GTI) zelfstandig door gegaan als nv GTI Holding. De aandelen waren toen nog voor 100% in handen van de SHV.
- SHV was actief in de recycling en schrootverwerking via de Amerikaanse David J. Joseph Company. Deze activiteit werd in 2007 afgestoten.
- Investeringsmaatschappij NPM Capital is sinds het jaar 2000 in volle eigendom van SHV.
- In 2006 nam het een belang in Econcern dat zich richt op hernieuwbare energie. Begin 2007 ging SHV verder op deze markt met The Clean Energy Company (TCEC).
- In 2006 heeft SHV een belang genomen in het Schiedamse familiebedrijf Mammoet, dat gespecialiseerd is in zwaar hijswerk en transport. Vanaf 2011 is SHV de enige aandeelhouder.
- In 2009 nam SHV het bedrijf ERIKS over.
- In 2015 nam SHV het bedrijf Nutreco over.
- In 2021 kwam daar KIWA bij.
- In oktober 2024 werd ERIKS verkocht aan de Texaanse investeringsmaatschappij Lone Star Funds.

## Bedrijfsonderdelen van SHV
- SHV Energy - Handel en distributie in lpg en hernieuwbare energie
  - Primagaz - Leverancier van propaangas (maakt onderdeel uit van SHV Energy). Met ingang van 1 juli 2021 gaat Primagaz in Nederland verder als Benegas.
- Dyas - Exploratie en productie van olie en gas
- Nutreco - Diervoeding en visvoer
- NPM Capital - Investeringsmaatschappij
- KIWA - Testen, inspecteren en certificeren
- Makro - Zelfbedieningsgroothandel in Zuid-Amerika
- Mammoet - Zwaar hijswerk, transport en maritiem dienstverlener

SHV Energy en Nutreco zijn veruit de grootste onderdelen en ontlopen elkaar niet veel gemeten naar de omzet. De twee samen hadden een omzetaandeel van bijna 80% in 2023.

### Resultaten
In de onderstaande figuur staan de belangrijkste financiële resultaten van SHV sinds 2007. In 2008 was de nettowinst bijzonder hoog. In dat jaar werd een bijzondere bate behaald van € 872 miljoen op de verkoop van The David J. Joseph Company en de activiteiten van Makro zelfbedieningsgroothandel in China, Pakistan en Indonesië. De winst over 2013 bedroeg € 3559 miljoen, of € 521 miljoen exclusief de winst op de verkoop van Makro Thailand. De groei van omzet in 2015 is vooral een gevolg van de overname van Nutreco in maart 2015. Nutreco's bijdrage aan de omzet was € 4,6 miljard in dit jaar. In 2017 maakte NPM Capital een grote winst op de verkoop van Vanderlande Industries waardoor de winst uit kwam op € 1264 miljoen. In 2020 daalde de omzet en winst mede door de coronapandemie. Verder werden de activiteiten van de Makro in Brazilië en in Peru verkocht en Mammoet en ERIKS georganiseerd. In 2020 daalde het aantal medewerkers met bijna 9000 personen.
| Jaar | Omzet (×miljoen) | Nettowinst (×miljoen) | Aantal werknemers |
| ---- | ---------------- | --------------------- | ----------------- |
| 2007 | € 15.245         | € 569                 | 40.000            |
| 2008 | € 11.293         | € 1.382               | 38.100            |
| 2009 | € 11.921         | € 541                 | 45.800            |
| 2010 | € 16.008         | € 603                 | 50.300            |
| 2011 | € 17.362         | € 782                 | 54.700            |
| 2012 | € 20.010         | € 714                 | 55.800            |
| 2013 | € 17.600         | € 3.559               | 47.000            |
| 2014 | € 14.906         | € 523                 | 48.500            |
| 2015 | € 18.149         | € 745                 | 60.800            |
| 2016 | € 18.600         | € 701                 | 60.300            |
| 2017 | € 19.900         | € 1.264               | 60.100            |
| 2018 | € 20.068         | € 502                 | 59.000            |
| 2019 | € 19.172         | € 428                 | 57.500            |
| 2020 | € 16.713         | € 469                 | 51.600            |
| 2021 | € 20.002         | € 979                 | 56.750            |
| 2022 | € 25.647         | € 400                 | 60.450            |
| 2023 | € 22.750         | € 380                 | 52.900            |

## Hoofdkantoor

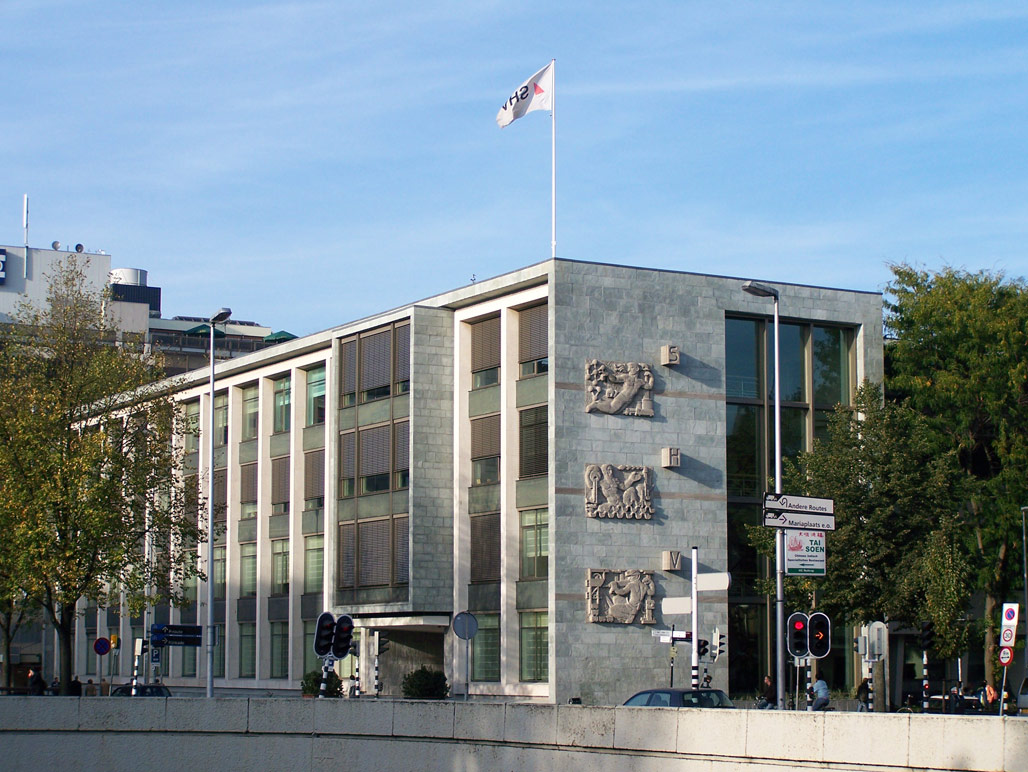
SHV hoofdkantoor in Utrecht aan de Rijnkade.

Het SHV hoofdkantoor te Utrecht dateert van 1960 en staat op de plek die vroeger grensde aan de villa van Hendrik Adriaan van Beuningen. In 1973 werd de villa gesloopt en het kantoorgebouw uitgebreid tot wat het nu is. Van 2003 tot 2005 werd het gebouw gerenoveerd. Aan de zijkant zitten drie reliëfs van de hand van Pieter d'Hont. Tegenwoordig wordt slechts een deel van het kantoorgebouw door de SHV gebruikt.
Daniël George van Beuningen trad bij zijn vader in dienst. In 1902, 25 jaar oud, verhuisde hij naar Rotterdam om daar directeur te worden in het net geopende filiaal van de SHV aan de Veerhaven. Dit filiaal is nu een rijksmonument. In 1931 werd Willy van der Vorm directeur.
SHV Holdings is officieel gevestigd in Kralendijk (Bonaire), maar het hoofdkantoor staat in Utrecht. Grootaandeelhouder Paul Fentener van Vlissingen is jarenlang voorzitter van de raad van bestuur en de raad van commissarissen geweest. In 2005 werd hij als president-commissaris opgevolgd door Annemiek Fentener van Vlissingen. De Ier Pat Kennedy volgde Piet Klaver op als voorzitter van de raad van bestuur. Het was de eerste keer dat deze functie door een buitenlander wordt vervuld.